# Championnat des Amériques masculin de basket-ball 2011
Navigation
Porto Rico 2009 Venezuela 2013
Le Championnat des Amérique de basket-ball 2011 se déroule du 30 août au 11 septembre 2011 à Mar del Plata.

## Format de la compétition
Un premier tour est disputé sous la forme de deux groupes composés de cinq équipes.
Le second tour est disputé sous la forme d'un groupe regroupant les quatre premières équipes de chaque groupe du premier tour. Les résultats entre équipe du même groupe sont conservés. Les quatre premières équipes de ce second tour disputent un tour final sous la forme de demi-finale, finale. 
Les deux finalistes obtiennent leur qualification pour les jeux olympiques 2012 de Londres. Les trois équipes suivantes sont qualifiées pour un tournoi de qualification préolympique disputé en 2012.

## Compétition

### Premier tour

#### Groupe A
| Groupe A |                        |     |   |   |   |     |     |      |
|          | Équipe                 | Pts | J | G | P | PP  | PC  | Diff |
| 1        | République dominicaine | 7   | 4 | 3 | 1 | 333 | 296 | +37  |
| 2        | Brésil                 | 7   | 4 | 3 | 1 | 328 | 302 | +26  |
| 3        | Venezuela              | 6   | 4 | 2 | 2 | 381 | 351 | +30  |
| 4        | Canada                 | 6   | 4 | 2 | 2 | 312 | 306 | +6   |
| 5        | Cuba                   | 4   | 4 | 0 | 4 | 274 | 373 | −99  |

| 30 août       | République dominicaine | 90  | 60  | Cuba                   |
| 30 août       | Brésil                 | 92  | 83  | Venezuela              |
| 31 août       | Venezuela              | 89  | 92  | République dominicaine |
| 31 août       | Canada                 | 57  | 69  | Brésil                 |
| 1er septembre | Cuba                   | 69  | 106 | Venezuela              |
| 1er septembre | République dominicaine | 72  | 73  | Canada                 |
| 2 septembre   | Canada                 | 84  | 62  | Cuba                   |
| 2 septembre   | Brésil                 | 74  | 79  | République dominicaine |
| 3 septembre   | Venezuela              | 103 | 98  | Canada                 |
| 3 septembre   | Cuba                   | 83  | 93  | Brésil                 |

#### Groupe B
| Groupe B |            |     |   |   |   |     |     |      |
|          | Équipe     | Pts | G | J | P | PP  | PC  | Diff |
| 1        | Argentine  | 8   | 4 | 4 | 0 | 341 | 248 | +93  |
| 2        | Porto Rico | 7   | 4 | 3 | 1 | 348 | 266 | +82  |
| 3        | Uruguay    | 6   | 4 | 2 | 2 | 271 | 287 | −16  |
| 4        | Panama     | 5   | 4 | 1 | 3 | 287 | 352 | −65  |
| 5        | Paraguay   | 4   | 4 | 0 | 4 | 259 | 353 | −94  |

| 30 août       | Paraguay   | 52  | 84 | Argentine  |
| 30 août       | Panama     | 66  | 99 | Porto Rico |
| 31 août       | Porto Rico | 101 | 55 | Paraguay   |
| 31 août       | Argentine  | 86  | 51 | Uruguay    |
| 1er septembre | Paraguay   | 86  | 89 | Panama     |
| 1er septembre | Uruguay    | 64  | 74 | Porto Rico |
| 2 septembre   | Panama     | 61  | 77 | Uruguay    |
| 2 septembre   | Porto Rico | 74  | 81 | Argentine  |
| 3 septembre   | Uruguay    | 79  | 66 | Paraguay   |
| 3 septembre   | Argentine  | 90  | 71 | Panama     |

### Second tour
| Groupe A |                        |     |   |   |   |     |     |      |
|          | Équipe                 | Pts | J | G | P | PP  | PC  | Diff |
| 1        | Brésil                 | 13  | 7 | 6 | 1 | 585 | 493 | +92  |
| 2        | Argentine              | 13  | 7 | 6 | 1 | 602 | 473 | +129 |
| 3        | Porto Rico             | 12  | 7 | 5 | 2 | 571 | 523 | +48  |
| 4        | République dominicaine | 11  | 7 | 4 | 3 | 539 | 543 | −4   |
| 5        | Venezuela              | 10  | 7 | 3 | 4 | 652 | 641 | +11  |
| 6        | Canada                 | 9   | 7 | 2 | 5 | 514 | 561 | −47  |
| 7        | Uruguay                | 8   | 7 | 1 | 6 | 482 | 560 | −78  |
| 8        | Panama                 | 8   | 7 | 1 | 6 | 496 | 647 | −151 |

| 5 septembre | République dominicaine | 92  | 68 | Panama                 |
| 5 septembre | Venezuela              | 82  | 94 | Porto Rico             |
| 5 septembre | Canada                 | 53  | 79 | Argentine              |
| 5 septembre | Brésil                 | 93  | 66 | Uruguay                |
| 6 septembre | Porto Rico             | 79  | 74 | Canada                 |
| 6 septembre | Uruguay                | 76  | 84 | République dominicaine |
| 6 septembre | Argentine              | 111 | 93 | Venezuela              |
| 6 septembre | Panama                 | 65  | 90 | Brésil                 |
| 7 septembre | Canada                 | 70  | 68 | Uruguay                |
| 7 septembre | Venezuela              | 110 | 74 | Panama                 |
| 7 septembre | Brésil                 | 73  | 71 | Argentine              |
| 7 septembre | République dominicaine | 62  | 79 | Porto Rico             |
| 8 septembre | Panama                 | 91  | 89 | Canada                 |
| 8 septembre | Uruguay                | 80  | 92 | Venezuela              |
| 8 septembre | Argentine              | 84  | 58 | République dominicaine |
| 8 septembre | Porto Rico             | 72  | 94 | Brésil                 |

### Tour final
|  | Tour final             | Tour final   |          |    | 1er place    | 1er place    |
|  | Tour final             | Tour final   |          |    | 1er place    | 1er place    |
|  |                        |              |          |    |              |              |
|  | 10 septembre           | 10 septembre |          |    | 11 septembre | 11 septembre |
|  | 10 septembre           | 10 septembre |          |    | 11 septembre | 11 septembre |
|  | Brésil                 | 83           |          |    | 11 septembre | 11 septembre |
|  | Brésil                 | 83           |          |    | 11 septembre | 11 septembre |
|  | République dominicaine | 76           |          |    | 11 septembre | 11 septembre |
|  | République dominicaine | 76           | Brésil   | 75 |              |              |
|  | 10 septembre           |              | Brésil   | 75 |              |              |
|  |                        | Argentine    | 80       |    |              |              |
|  | Argentine              | Argentine    | 80       | 81 |              |              |
|  | Argentine              |              |          | 81 |              |              |
|  | Porto Rico             | 79           |          |    |              |              |
|  | Porto Rico             | 79           | 3e place |    |              |              |
|  |                        |              |          |    |              |              |
|  | 11 septembre           |              |          |    |              |              |
|  |                        |              |          |    |              |              |
|  | République dominicaine | 103          |          |    |              |              |
|  | République dominicaine | 103          |          |    |              |              |
|  | Porto Rico             | 89           |          |    |              |              |
|  | Porto Rico             | 89           |          |    |              |              |

## Classement final
Les deux premières équipes sont qualifiées pour le tournoi olympique 2012 de Londres. Les trois équipes suivantes sont qualifiées pour un tournoi de qualification préolympique disputé en 2012.
| Place              | Équipe                 | Bilan |
| ------------------ | ---------------------- | ----- |
| Médaille d'or      | Argentine              | 9-1   |
| Médaille d'argent  | Brésil                 | 8-2   |
| Médaille de bronze | République dominicaine | 6-4   |
| 4                  | Porto Rico             | 6-4   |
| 5                  | Venezuela              | 4–4   |
| 6                  | Canada                 | 3–5   |
| 7                  | Uruguay                | 2–6   |
| 8                  | Panama                 | 2–6   |
| 9                  | Paraguay               | 0–4   |
| 10                 | Cuba                   | 0–4   |